# Abisara freda
Abisara freda é uma borboleta da família Riodinidae. Ela pode ser encontrada no oeste da China. Foi descrita em 1957 por Bennett.

## Subespécies
- Abisara freda freda
- Abisara freda daliensis Sugiyama, 1992